# Budeč (Vysočina)
Budeč é uma comuna checa localizada na região de Vysočina, distrito de Žďár nad Sázavou.